# Руффия
Руффия (итал. Ruffia) — коммуна в Италии, располагается в регионе Пьемонт, в провинции Кунео.
Население составляет 342 человека (2008 г.), плотность населения составляет 49 чел./км². Занимает площадь 7 км². Почтовый индекс — 12030. Телефонный код — 0172.
Покровителями коммуны почитаются катакомбные святые, празднование 25 апреля.

## Демография
Динамика населения:

## Администрация коммуны
- Официальный сайт: